# Cesiodimita
La cesiodimita és un mineral de la classe dels sulfats.

## Característiques
La cesiodimita és un sulfat de fórmula química CsKCu₅O(SO₄)₅. Va ser aprovada com a espècie vàlida per l'Associació Mineralògica Internacional l'any 2016. Cristal·litza en el sistema triclínic. És un mineral isostructural amb la criptocalcita, de la qual és l'anàleg amb cesi (Cs). Es tracta d'un mineral doblement únic en ser el primer sulfat de cesi trobat de manera natural, i en ser també el primer en combinar cesi i coure com a elements que defineixen una espècie. També és el sisè mineral de cesi de les oxisals, després de la cesiofarmacosiderita (arsenat), la londonita i la ramanita-(Cs) (borats), la margaritasita (vanadat) i la mccril·lisita (fosfat).

## Formació i jaciments
Va ser descoberta a la fumarola Arsenàtnaia, al segon con d'escòries de la fractura principal del volcà Tolbàtxik, a l'óblast de Kamtxatka (Districte Federal de l'Extrem Orient, Rússia). Es tracta de l'únic indret on ha estat trobada aquesta espècie mineral.